# Herpestes javanicus
El meloncillo de Java (del latín meles, tejón) (Herpestes javanicus) es una especie de mamífero carnívoro de la familia Herpestidae que habita en el sudeste de Asia. Recientemente se ha separado como especie Herpestes auropunctatus. Ha sido introducida en diferentes partes del mundo.

## Descripción
Esta especie de mangosta es simpátrica con Herpestes edwardsii en gran parte de su área de distribución y se distingue fácilmente diferenciada de esta especie por su tamaño mucho más pequeño.
El cuerpo es esbelto y la cabeza alargada con un hocico puntiagudo. La longitud de su cabeza y cuerpo es de 509-671 mm. Las orejas son cortas. Tienen cinco dedos en las extremidades con garras largas. Los sexos difieren en el tamaño, los machos tienen una cabeza más ancha mayor tamaño. Usan alrededor de doce vocalizaciones diferentes.

## Distribución y hábitat
Esta especie habita en la mayor parte del sur de Asia continental, desde Irak hasta China y también en la isla de Java, a altitudes hasta de 2200 m. Esta mangosta vive en matorrales y bosques secos. En las islas del pacífico también habitan la selva.

### Como especie exótica
Se ha introducido en cerca de una docena de islas del Pacífico y el Caribe, por ejemplo, Puerto Rico, Santa Lucía y Jamaica, y algunas en el océano Índico y el Mediterráneo, como también en Venezuela. Es capaz de vivir entre poblaciones humanas densas.
La mangosta fue introducida en la isla de Okinawa en 1910 y en Amami Ōshima en 1979 en el intento de controlar la población de la especie venenosa Trimeresurus flavoviridis y otras plagas. En diversos sitios se ha convertido en una especie invasiva.

### Introducción en Jamaica
El siglo XIX fue un siglo de auge para las plantaciones de caña de azúcar en muchas islas tropicales como Puerto Rico, Hawái y Jamaica. Con los cultivos llegaron las ratas, las cuales amenazaron con destruir los cultivos. Esto propició la introducción de la especie a Jamaica para combatir esta plaga, desde 1872. Las poblaciones introducidas allí tienen una población más elevada que en su territorio nativo. También muestran mayor diversificación genética debido a la variación y aislamiento de la población.

### Especie invasora
La introducción de las mangosta no tuvo los efectos deseados en el control de ratas. Se dedicaron principalmente a alimentarse de aves y huevos de ave, amenazando muchas especies nativas de las islas. La especie se reproduce prolíficamente; los machos son maduros a los cuatro meses y las hembras tienen camadas de 2 a 5 crías por año.
También pueden convertirse en vector de leptospirosis.
En España, debido a su potencial colonizador y constituir una amenaza grave para las especies autóctonas, los hábitats o los ecosistemas, esta especie ha sido incluida en el Catálogo Español de Especies Exóticas Invasoras, regulado por el Real Decreto 630/2013, de 2 de agosto, estando prohibida en España su introducción en el medio natural, posesión, transporte, tráfico y comercio.

## Dieta
Se alimentan principalmente de insectos, pero son comensales oportunistas y pueden alimentarse de cangrejos, ranas, arañas, escorpiones, serpientes, aves y huevos de ave.

## Comportamiento y reproducción
Las mangostas son principalmente solitarias, sin embargo, en ocasiones pueden formar grupos y compartir madrigueras. La gestación dura aproximadamente 49 días. Una camada puede tener de 2 a 5 crías.